# Mount Buller, Victoria (berg)
Mount Buller är ett berg i Australien. Det ligger i delstaten Victoria, omkring 150 kilometer nordost om delstatshuvudstaden Melbourne. Toppen på Mount Buller är 1 805 meter över havet.
Mount Buller är den högsta punkten i trakten. Runt Mount Buller är det mycket glesbefolkat, med 2 invånare per kvadratkilometer.. Närmaste större samhälle är Mount Buller, nära Mount Buller. 
I omgivningarna runt Mount Buller växer i huvudsak städsegrön lövskog. Genomsnittlig årsnederbörd är 1 627 millimeter. Den regnigaste månaden är juni, med i genomsnitt 193 mm nederbörd, och den torraste är januari, med 71 mm nederbörd.